# Star Stowe
Star Stowe, playmate de la revista Playboy en febrero de 1977. Nacida el 19 de marzo de 1956 en Little Rock, Arkansas, EE. UU.
Aficionada a las estrellas de rock y a los cuerpos celestes, se hizo cambiar el nombre por el de Star, el cual llegó a tatuar en su cuerpo, aparentemente visible en algunas imágenes del reportaje que le hizo la revista. Contaba 20 años cuando Playboy la dio a conocer y 20 años después, en marzo de 1997 fue asesinada en Florida. La policía de Coral Springs apuntó el hecho de que Stowe se dedicaba a la prostitución y fue asesinada por un consumidor de crack.